# Montagne d'Eclusier-Vaux
La  Montagne de Vaux est un site « naturel » remarquable situé sur le territoire de la commune d’Eclusier-Vaux  dans le département de la Somme. C'est un site Ramsar inclus dans les Marais et tourbières des vallées de la Somme et de l'Avre.

## Histoire
Dans la  vallée de la Somme, au cœur des marais et des étangs, l’homme a développé une activité traditionnelle
de chasse, de pisciculture, de tourbage et de vannerie.
Sur le plateau se concentraient la culture et l’élevage.
Les versants étaient réservés au pâturage. C’est ainsi que s’est formé le larri ou pelouse calcicole. 
Ce dernier grand larris de la Haute Somme a été pâturé jusque dans les années 1950 puis il fut abandonné et le boisement gagnait du terrain sur la prairie. 
L’abandon de ces activités pastorales traditionnelles a provoqué l’embroussaillement puis le boisement des coteaux de la vallée de la Somme, entraînant la disparition d’un grand nombre d’espèces végétales. En Picardie il ne reste plus que 5 % des larris existants au début du XXe siècle.
Depuis 1997, le larris est de nouveau pâturé par des chèvres.

## Le Belvédère de Vaux
Le belvédère de Vaux est l'un des sites les plus pittoresques de l'est du département de la Somme. C’est de l'oratoire Notre-Dame de Vaux que l’on découvre le mieux le versant de la Montagne de Vaux. 
Le Belvédère domine de son promontoire la haute vallée de la Somme et offre un panorama remarquable sur les étangs et les marais. Des îlots en cours de restauration sont tapissés de roselières au pied du larris.

## Le larris
Un chemin partant du belvédère permet de pénétrer dans le larris ou pelouse calcicole.
Les versants, plus abrupts, ont toujours été réservés au pâturage. Le larri s’est ainsi formé. Il offre un paysage caractéristique avec la craie affleurante et sa faune et flore d'appartenance méditerranéenne.
Depuis 1997, le pâturage des chèvres permet l’entretien du larris qui sans cela deviendrait un espace totalement boisé.
L’espace est géré par le Conservatoire d'espaces naturels de Picardie depuis 1995.

## Caractéristiques

### Flore
- crête de coq,
- digitale jaune,
- hippocrépide en ombelle (Hippocrepis comosa L.)
- origan,
- orchis pourpre
- homme pendu, (orchis anthropophora)
- rhinanthe,
- serpolet,
- thym,
- violette…

### Faune
faune spécifique des lieux humides:
- papillons,
- Le machaon est l’un des plus grands papillons diurnes de France.
- criquets
- sauterelles...

## Pour approfondir